# Genocídio grego
Genocídio grego (também conhecido como o genocídio dos gregos pônticos) é um termo controverso usado para se referir aos eventos que em foram confrontados os gregos pônticos antes e durante a Primeira Guerra Mundial. A ONU não reconhece que houve um genocídio, enquanto que alguns estados dos Estados Unidos reconhecem-no, o governo federal da Grécia não se pronunciou sobre o assunto.
Esses termos são usados para se referir às perseguições, massacres, deportações e marchas da morte das populações gregas na histórica região do Ponto, nas províncias do sudeste do Mar Negro, no Império Otomano durante o século XX pela administração dos "Jovens Turcos". Tem sido argumentado que os assassinatos continuaram durante o movimento nacional turco, liderado por Mustafa Kemal Atatürk, que tinha organizado na luta contra a invasão grega da Anatólia ocidental.. Houve atrocidades tanto espontâneas quanto organizadas por ambos os lados desde a ocupação grega de Esmirna, que levaram aos massacres de civis turcos,  e depois de 1919. Tanto os movimentos nacionais na Grécia e na Turquia massacraram ou expulsaram grupos étnicos em territórios sob seu controle .
Segundo várias fontes, o número oficial de gregos mortos na Anatólia foi de 300.000 para 360.000 homens, mulheres e crianças. Alguns dos sobreviventes e refugiados, especialmente aqueles das províncias orientais, refugiaram-se no vizinho Império Russo. Após o fim da Guerra Greco-Turca (1919-1922), a maioria dos gregos remanescentes do Império Otomano foram transferidos para a Grécia sob os termos da troca de população de 1923 entre Grécia e Turquia.
O governo da Turquia, o Estado sucessor do Império Otomano, afirma que a campanha em grande escala foi desencadeada pela percepção de que a população grega era simpática para com os inimigos do Estado otomano. Os Aliados da Primeira Guerra Mundial tiveram uma visão diferente, condenando os massacres otomanos patrocinados pelo governo como crimes contra a humanidade. Mais recentemente, a Associação Internacional dos Estudiosos do Genocídio aprovou uma resolução em 2007, afirmando que a campanha otomana contra as minorias cristãs do Império, incluindo os gregos, foi um genocídio. Algumas outras organizações também aprovaram resoluções reconhecendo a campanha como um genocídio, tal como os parlamentos da Grécia, Chipre e Suécia.
Entretanto, o reconhecimento oficial de tais eventos é limitado, e o fato de que estes acontecimentos constituem um genocídio está em discussão entre a Grécia e a Turquia. O governo turco afirma que ao sustentar que esses eventos foram um "genocídio", o governo grego "reafirma a política tradicional grega de distorcer a história". A Turquia, da mesma forma, nega a veracidade histórica dos contemporâneos genocídio armênio e do genocídio assírio .
|  |  |